# 통영 안정사 가섭암
통영 안정사 가섭암(統營 安靜寺 迦葉庵)은 대한민국 경상남도 통영시 광도면에 있는 암자이다. 2008년 2월 5일 경상남도의 유형문화재 제471호로 지정되었다.

## 개요
안정사 가섭암은 신리 문무왕 9년(669)에 원효대사 제자 봉진비구에 의해 처음 건립되고, 임진왜란으로 소실된 이후 여러 차례의 중건·중수되었다.
인조(仁祖)때 벽봉(碧峰)화상이 중건하였다고 전한다. 벽봉화상은 인조19년(1641년) 강원도 영은사 팔상전을 창건하였다고 전하는데, 인법당 용마루 막새기와의 명문은 순치 4년 (인조 25년, 1647)으로 비슷한 연대로 가섭암의 중건 연대를 1647년으로 추정할 수 있다.
여러 차례의 중수에 걸쳐 현재에 이른 것으로 판단된다.

## 참고 문헌
- 통영 안정사 가섭암 - 국가유산청 국가유산포털